# Sri-lankische Cricket-Nationalmannschaft in Australien in der Saison 2012/13
Die Tour der sri-lankischen Cricket-Nationalmannschaft nach Australien in der Saison 2012/13 fand vom 14. Dezember 2012 bis zum 28. Januar 2013 statt. Die internationale Cricket-Tour war Bestandteil der Internationalen Cricket-Saison 2012/13 und umfasste drei Tests, fünf ODIs und zwei Twenty20s. Australien gewann die Test-Serie 3–0, Sri Lanka die Twenty20-Serie 2–0, während die ODI-Serie 2–2 unentschieden endete.

## Vorgeschichte
Australien bestritt zuvor eine Tour gegen Südafrika, während Sri Lanka eine Tour gegen Neuseeland austrug. Die letzte Tour der beiden Mannschaften gegeneinander fand in der Saison 2010/11 in Australien statt.

## Stadien
Die folgenden Stadien wurden für die Tour als Austragungsort vorgesehen und am 19. Juli 2012 festgelegt.
| Stadt     | Stadion                  | Kapazität | Spiele                  |
| --------- | ------------------------ | --------- | ----------------------- |
| Adelaide  | Adelaide Oval            | 53.583    | 2. ODI                  |
| Brisbane  | The Gabba                | 42.000    | 3. ODI                  |
| Hobart    | Bellerive Oval           | 20.000    | 1. Test; 5. ODI         |
| Melbourne | Melbourne Cricket Ground | 100.024   | 2. Test; 1. ODI; 2. T20 |
| Sydney    | ANZ Stadium              | 82.500    | 1. T20                  |
| Sydney    | Sydney Cricket Ground    | 48.000    | 3. Test; 4. ODI         |

## Kaderlisten
Sri Lanka benannte seinen Test-Kader am 20. November, die ODI- und Twenty20-Kader am 2. Januar 2013.
Australien benannte seinen Test-Kader am 6. Dezember und seine ODI-Kader am 6. Januar 2013.
| Test | Test | ODI | ODI | Twenty20 | Twenty20 |
| Australien | Sri Lanka | Australien | Sri Lanka | Australien | Sri Lanka |
| --- | --- | --- | --- | --- | --- |
| - Michael Clarke (K) - Shane Watson (VK) - Jackson Bird - Ed Cowan - Ben Hilfenhaus - Phillip Hughes - Michael Hussey - Mitchell Johnson - Nathan Lyon - Glenn Maxwell - Peter Siddle - Mitchell Starc - Matthew Wade (wk) - David Warner - Usman Khawaja | - Mahela Jayawardene (K) - Angelo Mathews (VK) - Dinesh Chandimal (wk) - Tillakaratne Dilshan - Shaminda Eranga - Prasanna Jayawardene (wk) - Rangana Herath - Dimuth Karunaratne - Nuwan Kulasekara - Suranga Lakmal - Tharanga Paranavitana - Nuwan Pradeep - Dhammika Prasad - Suraj Randiv - Thilan Samaraweera - Kumar Sangakkara (wk) - Lahiru Thirimanne - Chanaka Welagedara | - Michael Clarke (K) - George Bailey (K) - Jackson Bird - Ben Cutting - Xavier Doherty - Aaron Finch - Mitchell Johnson - Usman Khawaja - Clint McKay - Brad Haddin (wk) - Moises Henriques - Phillip Hughes - David Hussey - Glenn Maxwell - Kane Richardson - Steve Smith - Mitchell Starc - Matthew Wade (wk) - David Warner | - Mahela Jayawardene (K) - Angelo Mathews (VK) - Dinesh Chandimal (wk) - Akila Dananjaya - Tillakaratne Dilshan - Shaminda Eranga - Rangana Herath - Nuwan Kulasekara - Suranga Lakmal - Lasith Malinga - Ajantha Mendis - Jeevan Mendis - Kusal Perera (wk) - Thisara Perera - Upul Tharanga - Lahiru Thirimanne | - George Bailey (K) - Ben Cutting - Xavier Doherty - James Faulkner - Aaron Finch - Ben Laughlin - Shaun Marsh - Glenn Maxwell - Mitchell Starc - Adam Voges - Matthew Wade (wk) - David Warner | - Angelo Mathews (K) - Dinesh Chandimal (wk) - Akila Dananjaya - Tillakaratne Dilshan - Shaminda Eranga - Rangana Herath - Mahela Jayawardene - Nuwan Kulasekara - Suranga Lakmal - Lasith Malinga - Ajantha Mendis - Jeevan Mendis - Kusal Perera (wk) - Thisara Perera - Upul Tharanga - Lahiru Thirimanne |

## Tour Match
| 6. – 8. Dezember Scorecard | Canberra | Chairman’s XI 439-6d (100) | – | Sri Lankans 396-6 (109) |
|                            |          | Remis                      |   |                         |

## Tests

### Erster Test in Hobart
| 14. – 18. Dezember Scorecard | Hobart | Australien 450-5d (131) & 278-9d (73.5) | – | Sri Lanka 336 (109.3) & 255 (119.2) |
|                              |        | Australien gewinnt mit 137 Runs         |   |                                     |

### Zweiter Test in Melbourne
| 26. – 30. Dezember Scorecard | Melbourne | Sri Lanka 156 (43.4) & 103 (24.2)                 | – | Australien 460 (134.4) |
|                              |           | Australien gewinnt mit einem Innings und 201 Runs |   |                        |

### Dritter Test in Sydney
| 3. – 7. Januar Scorecard | Sydney (SCG) | Sri Lanka 294 (87.4) & 278 (81.2) | – | Australien 432-9d (107) & 141-6 (42.5) |
|                          |              | Australien gewinnt mit 5 Wickets  |   |                                        |

## One-Day Internationals

### Erstes ODI in Melbourne
| 11. Januar Scorecard | Melbourne | Australien 305-5 (50)           | – | Sri Lanka 198 (40) |
|                      |           | Australien gewinnt mit 107 Runs |   |                    |

### Zweites ODI in Adelaide
| 13. Januar Scorecard | Adelaide | Australien 170 (46.5)           | – | Sri Lanka 172-2 (40.1) |
|                      |          | Sri Lanka gewinnt mit 8 Wickets |   |                        |

### Drittes ODI in Brisbane
| 18. Januar Scorecard | Brisbane | Australien 74 (26.4)            | – | Sri Lanka 75-6 (20) |
|                      |          | Sri Lanka gewinnt mit 4 Wickets |   |                     |

### Viertes ODI in Sydney
| 20. Januar Scorecard | Sydney (SCG) | Australien 222-9 (50) | – | Sri Lanka 14-0 (3.2) |
|                      |              | No Result             |   |                      |

David Warner wurde auf Grund des Zeigens offener Unzufriedenheit gegenüber den Schiedsrichtern vom Weltverband mit einer Geldstrafe belegt.

### Fünftes ODI in Hobart
| 23. Januar Scorecard | Hobart | Australien 247-5 (50)          | – | Sri Lanka 215 (48.3) |
|                      |        | Australien gewinnt mit 32 Runs |   |                      |

## Twenty20 Internationals

### Erstes Twenty20 in Sydney
| 26. Januar Scorecard | Sydney (ANZ) | Australien 137-3 (20)           | – | Sri Lanka 139-5 (18.5) |
|                      |              | Sri Lanka gewinnt mit 5 Wickets |   |                        |

### Zweites Twenty20 in Melbourne
| 28. Januar Scorecard | Melbourne | Sri Lanka 161-4 (20)                      | – | Australien 119-3 (15/15) |
|                      |           | Sri Lanka gewinnt mit 2 Runs (D/L method) |   |                          |

## Statistiken
Die folgenden Cricketstatistiken wurden bei dieser Tour erzielt.
| Tests                | Tests      | Tests   | Tests   | Tests   | Tests   | Tests   | Tests   | Tests   |
| Batting              | Batting    | Batting | Batting | Batting | Batting | Batting | Batting | Batting |
| Spieler              | Mannschaft | Spiele  | Innings | Runs    | Average | HS      | 100s    | 50s     |
| -------------------- | ---------- | ------- | ------- | ------- | ------- | ------- | ------- | ------- |
| Michael Clarke       | Australien | 3       | 5       | 316     | 79,00   | 106     | 1       | 3       |
| David Warner         | Australien | 3       | 5       | 272     | 54,40   | 85      | 0       | 4       |
| Phillip Hughes       | Australien | 3       | 5       | 233     | 46,60   | 87      | 0       | 2       |
| Michael Hussey       | Australien | 3       | 5       | 232     | 116,00  | 115*    | 1       | 0       |
| Tillakaratne Dilshan | Sri Lanka  | 3       | 6       | 208     | 34,66   | 147     | 1       | 0       |
| Bowling              |            |         |         |         |         |         |         |         |
| Spieler              | Mannschaft | Spiele  | Overs   | Wickets | Average | BBI     | 5W      | 10W     |
| Peter Siddle         | Australien | 3       | 96.5    | 15      | 16,93   | 5/54    | 1       | 0       |
| Rangana Herath       | Sri Lanka  | 3       | 134.4   | 12      | 33,91   | 5/95    | 1       | 0       |
| Jackson Bird         | Australien | 2       | 63      | 11      | 16,18   | 4/41    | 0       | 0       |
| Mitchell Starc       | Australien | 2       | 83.2    | 10      | 28,70   | 5/63    | 1       | 0       |
| Mitchell Johnson     | Australien | 2       | 50      | 9       | 19,00   | 4/63    | 0       | 0       |

| ODIs                 | ODIs       | ODIs    | ODIs    | ODIs    | ODIs    | ODIs    | ODIs    | ODIs    |
| Batting              | Batting    | Batting | Batting | Batting | Batting | Batting | Batting | Batting |
| Spieler              | Mannschaft | Spiele  | Innings | Runs    | Average | HS      | 100s    | 50s     |
| -------------------- | ---------- | ------- | ------- | ------- | ------- | ------- | ------- | ------- |
| Phillip Hughes       | Australien | 5       | 5       | 257     | 64,25   | 138*    | 2       | 0       |
| George Bailey        | Australien | 5       | 5       | 154     | 30,80   | 89      | 0       | 1       |
| Tillakaratne Dilshan | Sri Lanka  | 5       | 5       | 152     | 38,00   | 51      | 0       | 2       |
| David Hussey         | Australien | 5       | 5       | 128     | 32,00   | 60*     | 0       | 1       |
| Lahiru Thirimanne    | Sri Lanka  | 5       | 4       | 110     | 36,66   | 102*    | 1       | 0       |
| Bowling              |            |         |         |         |         |         |         |         |
| Spieler              | Mannschaft | Spiele  | Overs   | Wickets | Average | BBI     | 5W      | 10W     |
| Nuwan Kulasekara     | Sri Lanka  | 5       | 49      | 11      | 16,90   | 5/22    | 1       | 0       |
| Lasith Malinga       | Sri Lanka  | 5       | 46      | 10      | 18,90   | 3/14    | 0       | 0       |
| Clint McKay          | Australien | 5       | 37.3    | 8       | 21,37   | 4/33    | 0       | 0       |
| Mitchell Johnson     | Australien | 4       | 22      | 7       | 14,14   | 3/11    | 0       | 0       |
| Thisara Perera       | Sri Lanka  | 5       | 32      | 5       | 37,00   | 2/40    | 0       | 0       |

| Twenty20s          | Twenty20s  | Twenty20s | Twenty20s | Twenty20s | Twenty20s | Twenty20s | Twenty20s | Twenty20s |
| Batting            | Batting    | Batting   | Batting   | Batting   | Batting   | Batting   | Batting   | Batting   |
| Spieler            | Mannschaft | Spiele    | Innings   | Runs      | Average   | HS        | 100s      | 50s       |
| ------------------ | ---------- | --------- | --------- | --------- | --------- | --------- | --------- | --------- |
| David Warner       | Australien | 2         | 2         | 97        | 97,00     | 90*       | 0         | 1         |
| Mahela Jayawardene | Sri Lanka  | 2         | 2         | 69        | 69,00     | 61*       | 0         | 1         |
| George Bailey      | Australien | 2         | 2         | 56        | 28,00     | 45        | 0         | 0         |
| Thisara Perera     | Sri Lanka  | 2         | 2         | 54        |           | 35*       | 0         | 0         |
| Shaun Marsh        | Australien | 2         | 2         | 53        | 53,00     | 47*       | 0         | 0         |
| Bowling            |            |           |           |           |           |           |           |           |
| Spieler            | Mannschaft | Spiele    | Overs     | Wickets   | Average   | BBI       | 5W        | 10W       |
| Glenn Maxwell      | Australien | 2         | 7         | 3         | 12,66     | 2/15      | 0         | 0         |
| Xavier Doherty     | Australien | 2         | 8         | 3         | 17,00     | 2/21      | 0         | 0         |
| Nuwan Kulasekara   | Sri Lanka  | 2         | 7         | 2         | 19,50     | 1/18      | 0         | 0         |
| Thisara Perera     | Sri Lanka  | 2         | 7         | 2         | 27,00     | 1/25      | 0         | 0         |
| James Faulkner     | Australien | 1         | 4         | 1         | 24,00     | 1/24      | 0         | 0         |
| Ajantha Mendis     | Sri Lanka  | 2         | 7         | 1         | 51,00     | 1/25      | 0         | 0         |
| Mitchell Starc     | Australien | 2         | 8         | 1         | 54,00     | 1/19      | 0         | 0         |
| Ben Laughlin       | Australien | 2         | 7.5       | 1         | 86,00     | 1/40      | 0         | 0         |

## Player of the Series
Als Player of the Series wurden die folgenden Spieler ausgezeichnet.
| Serie | Player of the Series |
| ----- | -------------------- |
| Test  | Michael Clarke       |
| ODI   | Nuwan Kulasekara     |

### Player of the Match
Als Player of the Match wurden die folgenden Spieler ausgezeichnet.
| Spiel   | Player of the Match |
| ------- | ------------------- |
| 1. Test | Peter Siddle        |
| 2. Test | Mitchell Johnson    |
| 3. Test | Jackson Bird        |
| 1. ODI  | Phillip Hughes      |
| 2. ODI  | Lahiru Thirimanne   |
| 3. ODI  | Nuwan Kulasekara    |
| 5. ODI  | Phillip Hughes      |
| 1. T20  | David Warner        |
| 2. T20  | Thisara Perera      |